# Marie-Angélique de Mackau
Marie-Angélique de Mackau, nacida Fitte de Soucy (1723-1801), fue una cortesana francesa. Ocupó el puesto de gobernanta de Isabel de Francia (1764-1794) y posteriormente sirvió como sous gouvernante de los hijos de Luis XVI y María Antonieta.

## Vida en la corte

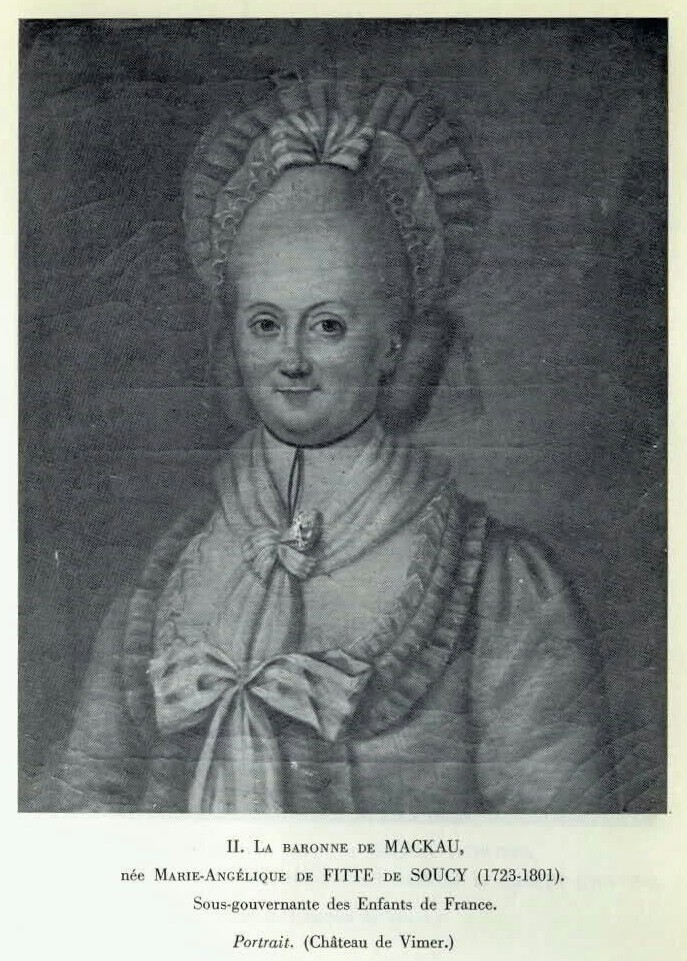
Retrato de Marie-Angélique de Mackau.

Fue hija de Jean François de Fitte de Soucy (1686-1759). Contrajo matrimonio con el barón Louis Eléonor Dirkheim de Mackau (1727-1767) en 1755 y dio a luz a tres hijos: Renée Suzanne de Soucy (1758-1841), Armand Louis de Mackau (1759-1827) y Marie-Angélique de Bombelles (1762-1800).
En 1771 fue asignada como una de las cinco sous gouvernantes de los infantes reales (las sous gouvernantes trabajaban a las órdenes de la gobernanta de los Infantes de Francia, realizando normalmente la mayor parte de las labores diarias). Fue recomendada para dicho puesto por el príncipe de Rohan.
Marie-Angélique de Mackau tuvo una gran influencia en el desarrollo de Isabel de Francia, quien desde pequeña hizo gala de un carácter tranquilo y de una personalidad basada en fuertes principios religiosos. De Mackau terminó convirtiéndose en una figura materna para Isabel. De hecho, cuando a Isabel le fue otorgada su propia casa en Montreuil en 1781, hizo construir allí una pequeña casa para de Mackau. Marie-Angélique continuó sirviendo como sous gouvernante durante el reinado de Luis XVI y María Antonieta, siendo apreciada por los hijos de los monarcas. Su cuñada, Elisabeth Louise Lenoir de Verneuil de Soucy (1729-1813), y su hija mayor, Renée Suzanne de Soucy, fueron también sous gouvernantes de los infantes reales. Su hija menor, Marie-Angélique de Bombelles, fue dama de honor y amiga íntima de Isabel de Francia hasta su matrimonio, manteniendo su amistad mediante correspondencia.

## Revolución francesa
De Mackau acompañó a la familia real al Palacio de las Tullerías tras la marcha sobre Versalles en octubre de 1789.
Durante los eventos de la jornada del 20 de junio de 1792, de Mackau, la princesa de Lamballe, la marquesa de Tourzel, la duquesa de Maillé, Madame de La Roche-Aymon, la princesa de Tarento, Renée Suzanne de Soucy y Madame de Ginestous, entre otros, rodearon a la reina y a sus hijos por varias horas, con el fin de protegerlos, cuando una muchedumbre atravesó la sala en la que se encontraban profiriendo insultos contra María Antonieta.
Durante los hechos acaecidos durante la jornada del 10 de agosto de 1792, de Mackau y el resto de damas de compañía permanecieron en los aposentos de la reina mientras la familia real abandonaba el palacio en compañía de la princesa de Lamballe y Madame de Tourzel. Cuando la turbamulta irrumpió en la cámara, la princesa de Tarento se acercó a hablar con uno de los revolucionarios, quien replicó: "nosotros no peleamos con mujeres; marchaos, todas vosotras, si queréis", tras lo cual permitieron que las mujeres abandonasen el palacio sin sufrir daño alguno, llegando a ser escoltadas algunas de ellas por los rebeldes.
Marie-Angélique fue arrestada y encerrada en La Force. Durante las masacres de septiembre,  de Mackau, así como la marquesa de Tourzel y otras tres damas al servicio de la corte (Madame de Navarre, Madame Thibaud y Madame Basire) fueron absueltas por el tribunal y liberadas el 3 de septiembre.
Cuando a María Teresa de Francia se le permitió viajar a Austria tras ser liberada del Temple en 1795, pidió que de Mackau la acompañase, pero debido a su avanzada edad, se consideró que un viaje tan largo podría ser perjudicial para su salud, por lo que tuvo que declinar la oferta. Su hija mayor, Renée Suzanne de Soucy, viajó con María Teresa en su lugar. Murió en 1801.